# Ponnholzbach
Der Ponnholzbach ist ein Fließgewässer im Landkreis Cham im Regierungsbezirk Oberpfalz in Bayern. Der Bach ist ein Nebenfluss des Chamb bei Furth im Wald.
Der Ponnholzbach durchfließt das Ponnholzbachtal, ein 29,8 Hektar großes Naturschutzgebiet, das im nördlichen Bereich der Gemeinde Arnschwang liegt.